# Lansallos
Lansallos is een civil parish en oude kerkelijke parochie, en sinds 2009 een civil parish, in het Engelse graafschap Cornwall met 1,584 inwoners (en 2001).
De parochie van Lansallos omvat de vissersdorpje Polperro.

## Externe link

Wapen van het Hertogdom Cornwall